# Kankai (Mahananda)
Der Kankai (Nepali कन्काई Kankāī; Hindi कंकई Kaṅkaī) ist ein rechter Nebenfluss der Mahananda in Nepal und Indien.
Der Kankai entspringt an der Westflanke des Singalila-Kamms, der einen Teil der Mahabharat-Kette bildet. Das Quellgebiet liegt im Nordosten des nepalesischen Distrikts Ilam unweit der indischen Grenze.
Der Kankai heißt im Oberlauf auch Mai Khola.
Der Fluss durchfließt das Bergland im Ilam-Distrikt in südlicher Richtung und erreicht den südlich gelegenen Distrikt Jhapa. Dort durchbricht er die Siwalikkette und durchströmt die Teraiebene. Die Stadt Kankai liegt am östlichen Flussufer. Der Kankai überquert die Grenze nach Indien. Die letzten 70 km durchfließt der Kankai den Norden der Gangesebene im indischen Bundesstaat Bihar. Der Ratuwa mündet rechtsseitig in den Kankai. Am Flusslauf liegen die Distrikte Kishanganj, Araria und Purnia. Der Kankai mündet schließlich westlich der Stadt Dalkhola rechtsseitig in die Mahananda. Der Kankai hat eine Länge von ca. 180 km.